# Scoliocentra collini
Scoliocentra collini is een vliegensoort uit de familie van de afvalvliegen (Heleomyzidae). De wetenschappelijke naam van de soort is voor het eerst geldig gepubliceerd in 2004 door Woznica.